# Salim (Nablus)
Salim (àrab: سالم, Sālim) és un vila palestina de la governació de Nablus, a Cisjordània, al nord de la vall del Jordà, 6 kilòmetres a l'est de Nablus. Segons l'Oficina Central Palestina d'Estadístiques tenia 5.100 habitants en 2007. Limita amb Deir al-Hatab al nord-oest, Balata a l'oest i Beit Furik al sud.

## Història
La ciutat és antiga amb fonaments de cases. En 1882 es van documentar rastres de ruïnes, cisternes, un contenidor en ruïnes i un cementiri amb tombes excavades a la roca.
Salim es remunta a la Mitjana Edat de Bronze. Estava a la vora de la ciutat canaanea i després israelita de Siquem. La vila havia estat poblada en la primera Edat de Bronze, en la Segona Edat de Ferro, en el període hel·lenístic i en les èpoques romana romana d'Orient, omeia i croada/aiúbida.

### Època otomana
En 1517 la vila fou inclosa en l'Imperi Otomà amb la resta de Palestina. En 1596 apareix als registres fiscals otomans situada a la nàhiya de Jabal Qubal del liwà de Nablus. La població era de 42 llars, totes musulmanes. Pagaven una taxa fixa del 33,3% per als productes agrícoles com el blat, l'ordi, els cultius d'estiu, les oliveres, les cabres, els ruscs, a més dels ingressos ocasionals.
L'explorador francès Victor Guérin arribà a la vila el maig de 1870, després de caminar a través de camps d'oliveres, figueres i ametllers. Va trobar la vila amb un màxim de 200 habitants en cases antigues. Una dotzena de cisternes de la vila eren seques, així que les dones havien d'anar a buscar aigua a un corrent anomenat Ain Salim, a un kilòmetre nord-nord-oest de la vila.
En 1882 el Survey of Western Palestine del Fons per a l'Exploració de Palestina descrivia Salim com una vila petita, però evidentment antiga, envoltada d'oliveres i amb dos deus al nord.

### Època del Mandat Britànic
En el cens de Palestina de 1922 organitzat per les autoritats del Mandat Britànic de Palestina, Salim tenia 423 habitants, tots musulmans, que augmentà lleugerament en el cens de 1931 a 490, tots musulmans, en un total de 100 cases.
En el cens de 1945, Salim tenia 660 habitants, tots musulmans, amb 10.293 dúnams de terra, segons un cens oficial de terra i de població. D'aquests, 229 dúnams eren plantacions i terres de rec, 5,158 usades per cereals, mentre que 24 dúnams eren sòl edificat.

### Època moderna
Durant la Guerra araboisraeliana de 1948 l'àrea fou ocupada per unitats de l'Exèrcit iraquià. Després dels acords d'Armistici de 1949, Salim va restar en mans de Jordània. Després de la Guerra dels Sis Dies el 1967, ha estat sota ocupació israeliana.